# Prosper Convert
Prosper Convert conocido como « Le barde bressan» (el bardo bresón), nacido el año 1852 en Cras-sur-Reyssouze y fallecido el 1933, fue un cuentacuentos francés, autor de numerosas narraciones en bressan, el dialecto franco-provenzal. Fue igualmente escultor, legando al Museo de Brou una importante colección de esculturas en 1920.

## Escultor
También es el autor de una obra escultórica importante que legó en 1920 al Museo de la Ciudad de Bourg-en-Bresse. Los temas de sus esculturas son, de nuevo, los personajes típicos de la vida rural de Bresse.